# Llista de cràters de Mart
En aquest article només es mostra els noms oficials aprovats per la Unió Astronòmica Internacional (UAI).
Aquesta és una llista de cràters amb nom de Mart. Hi ha centenars de milers de craters d'impacte més grans d'1 km a Mart, però només un miler tenen noms. Els noms són assignats per la Unió Astronòmica Internacional després de la petició de científics pertinents i, en general, només es donen noms els cràters que tenen un interès significatiu. Els cràters marcians tenen el nom de científics i escriptors de ciència-ficció famosos; els de menys de 60 km de diàmetre tenen noms de ciutats de la Terra. Els cràters no es poden nomenar amb noms de persones vives, i poques vegades s'anomenen petits cràters per a commemorar una ciutat determinada.
La latitud i la longitud es donen com a coordenades planetogràfiques, amb longitud oest (+ Oest; 0-360).

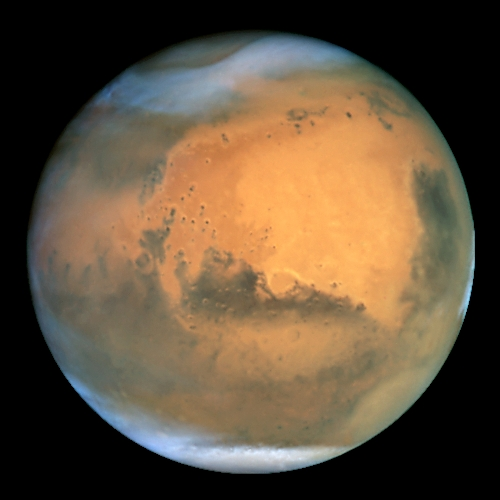
Imatge de Mart
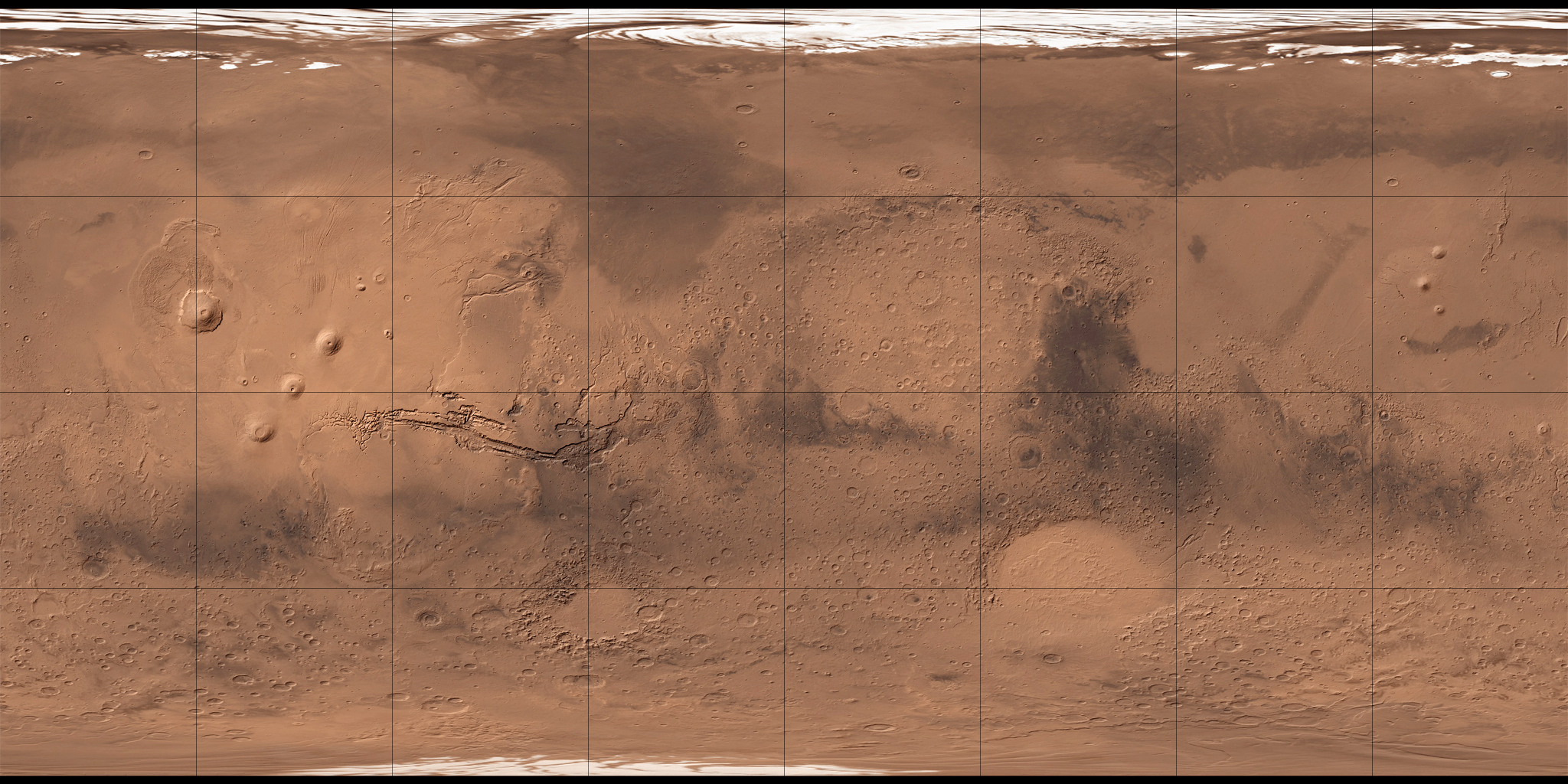
Mapa topogràfic de Mart

## Catàleg de cràters amb nom
El catàleg de cràters marcians amb nom es divideix en tres llistes parcials:
- Llista de cràters de Mart: A-G
- Llista de cràters de Mart: H-N
- Llista de cràters de Mart: O-Z

Els noms s'agrupen en taules per a cada lletra de l'alfabet, que conté el nom del cràter, coordenades, diàmetre en quilòmetres, epònim, i una referència directa al Gazetteer of Planetary Nomenclature.
| A · B · C · D · E · F · G · H · I · J · K · L · M · N · O · P · Q · R · S · T · U · V · W · X · Y · Z |

## Estadístiques
El 2019, els 1124 cràters amb nom de Mart representaven el 20,54% dels 5475 cràters amb nom del Sistema Solar. Altres cossos amb cràters amb nom són Amaltea (2), Ariel (17), Cal·listo (142), Caront (6), Ceres (115), Dàctil (2), Deimos (2), Dione (73), Encèlad (53), Epimeteu (2), Eros (37), Europa (41), Febe (24), Fobos (17), Ganímedes (132), Gaspra (31), Hiperió (4), Ida (21), Itokawa (10), Janus (4), Japet (58), Lluna (1624), Lutècia (19), Mathilde (23), Mercuri (402), Mimas (35), Miranda (7), Oberó (9), Plutó (5), Proteu (1), Puck (3), Rea (128), Šteins (23), Tebe (1), Terra (190), Tetis (50), Tità (11), Titània (15), Tritó (9), Umbriel (13), Venus (900), i Vesta (90).

## Cràters marcians destacats
Alguns dels cràters més grans de Mart romanen sense nom. Els diàmetres difereixen depenent de les dades d'origen.
| Cràter                   | Coordenades                              | Diàmetre (km)   | Eix el·líptic major (km) | Eix el·líptic menor (km) | Rang (àrea) | Data d'aprovació | Epònim                           | Ref.  |
| ------------------------ | ---------------------------------------- | --------------- | ------------------------ | ------------------------ | ----------- | ---------------- | -------------------------------- | ----- |
| Huygens                  | 13° 58′ S, 55° 35′ E / 13.96°S,55.58°E   | 467,25          | 484,89                   | 450,54                   | 1           | 1973             | Christiaan Huygens               | WGPSN |
| Schiaparelli             | 2° 41′ S, 16° 47′ E / 2.69°S,16.79°E     | 458,52 (445,76) | 462,51                   | 430,40                   | 2           | 1973             | Giovanni Schiaparelli            | WGPSN |
| Sense nom (id 02-000000) | 38° 06′ N, 167° 09′ O / 38.1°N,167.15°O  | 376,35          | 452,74                   | 384,90                   | 3           | –                | –                                | —     |
| Greeley                  | 36° 38′ S, 3° 11′ E / 36.63°S,3.19°E     | 457,45 (427,15) | 438,81                   | 395,71                   | 4           | 2015             | Ronald Greeley                   | WGPSN |
| Cassini                  | 22° 35′ N, 32° 07′ E / 22.59°N,32.11°E   | 408,23          | 411,45                   | 402,42                   | 5           | 1973             | Giovanni Cassini                 | WGPSN |
| Antoniadi                | 21° 35′ N, 60° 50′ E / 21.59°N,60.84°E   | 400,95          | 417,04                   | 389,68                   | 6           | 1973             | Eugène Michael Antoniadi         | WGPSN |
| Dollfus                  | 20° 59′ S, 3° 50′ O / 20.99°S,3.83°O     | 363,08 (358,72) | 367,94                   | 346,98                   | 7           | 2013             | Audouin Dollfus                  | WGPSN |
| Sense nom (id 25-000000) | 59° 01′ S, 76° 53′ O / 59.01°S,76.89°O   | 341,10          | 391,76                   | 325,82                   | 8           | –                | –                                | —     |
| Tikhonravov              | 12° 55′ N, 35° 55′ E / 12.92°N,35.91°E   | 343,70          | 356,28                   | 331,85                   | 9           | 1985             | Mikhail Tikhonravov              | WGPSN |
| Sense nom (id 13-000001) | 23° 23′ N, 53° 14′ E / 23.39°N,53.24°E   | 340,12          | 351,40                   | 330,13                   | 10          | –                | –                                | —     |
| Sense nom (id 20-000002) | 0° 59′ S, 28° 52′ E / 0.99°S,28.86°E     | 325,80          | 347,00                   | 308,58                   | 11          | –                | –                                | —     |
| Newton                   | 40° 31′ S, 158° 04′ O / 40.52°S,158.06°O | 299,94 (312.44) | 318,37                   | 307,37                   | 12          | 1973             | Isaac Newton                     | WGPSN |
| Sense nom (id 25-000002) | 59° 32′ S, 83° 53′ O / 59.53°S,83.89°O   | 301,99          | 319,91                   | 297,06                   | 13          | –                | –                                | —     |
| Sense nom (id 19-000003) | 24° 28′ S, 32° 07′ O / 24.47°S,32.12°O   | 300,36          | 323,73                   | 291,72                   | 14          | –                | –                                | —     |
| de Vaucouleurs           | 13° 40′ S, 171° 05′ E / 13.67°S,171.09°E | 302,27 (311,68) | 316,11                   | 297,19                   | 15          | 2000             | Gérard de Vaucouleurs            | WGPSN |
| Copernicus               | 48° 53′ S, 168° 49′ O / 48.88°S,168.82°O | 301,83          | 320,69                   | 284,51                   | 16          | 1973             | Nicolaus Copernicus              | WGPSN |
| Sense nom (id 25-000001) | 52° 33′ S, 109° 34′ O / 52.55°S,109.57°O | 326,77          | 343,52                   | 260,75                   | 17          | –                | –                                | —     |
| Herschel                 | 14° 09′ S, 129° 53′ E / 14.15°S,129.89°E | 297,92          | 301,56                   | 294,41                   | 18          | 1973             | John Herschel i William Herschel | WGPSN |
| Schroeter                | 1° 53′ S, 55° 59′ E / 1.89°S,55.99°E     | 291,59          | 298,12                   | 285,70                   | 19          | 1973             | Johann Hieronymus Schröter       | WGPSN |
| Koval'sky                | 29° 44′ S, 141° 26′ O / 29.73°S,141.43°O | 296,67 (285,14) | 288,89                   | 281,38                   | 20          | 1985             | Marian A. Kowalski               | WGPSN |

## Nomenclatura NASA(no oficial)
Cràters anomenats per la NASA durant missió Mars Exploration Rover (2004).
- Cràters visitats per l'Opportunity

| Cràter      | Coordenades                                  | Diàmetre (m) | Epònim |  |
| Alvin       | -                                            | -            | - |  |
| Argo        | -                                            | c. 30        | Argo - El vaixell amb el qual Jàson i els argonautes van anar a cercar el Velló d'or |  |
| Beagle      | 2° 00′ S, 5° 30′ O / 2.0°S,5.5°O             | 40           | HMS Beagle - El bergantí amb el qual va viatjar Charles Darwin |  |
| Eagle       | 1° 54′ S, 5° 30′ O / 1.9°S,5.5°O             | 30           | Eagle - El sobrenom del mòdul lunar de la missió Apollo 11 |  |
| Emma Dean   | 2° 00′ S, 5° 30′ O / 2.0°S,5.5°O             | 100          | Emma Dean - Un dels vaixells amb què John Wesley Powell va realitzar l'exploració de Colorado                                                                                               |  |
| Endurance   | 1° 54′ S, 5° 30′ O / 1.9°S,5.5°O             | 130          | Endurance - El vaixell utilitzat per Ernest Henry Shackleton en la segona expedició a l'oceà Antàrtic                                                                                       |  |
| Erebus      | 2° 06′ S, 5° 30′ O / 2.1°S,5.5°O             | 350          | HMS Erebus - El vaixell utilitzat per James Clark Ross en tres expedicions a l'oceà Antàrtic                                                                                                |  |
| Fram        | 1° 54′ S, 5° 30′ O / 1.9°S,5.5°O             | 10           | Fram - Vaixell utilitzat en diferents expedicions a les regions àrtiques i antàrtiques per Fridtjof Nansen, Otto Sverdrup, Oscar Adolf Wisting i Roald Amundsen entre els anys 1893 i 1912. |  |
| Naturaliste | -                                            | -            | - |  |
| Nereus      | 2° 07′ S, 5° 31′ O / 2.11°S,5.52°O           | 10           | Nereu - Deïtat marina de la mitologia grega, pare dels nereides |  |
| Santa Maria | 2° 10′ 19″ S, 5° 26′ 42″ O / 2.172°S,5.445°O | 85           | Santa Maria - Un dels tres vaixells emprats per Cristòfor Colom en el seu primer viatge al Nou Món el 1492                                                                                  |  |
| Vostok      | 1° 54′ S, 5° 30′ O / 1.9°S,5.5°O             | 20           | Programa Vostok - El programa espacial soviètic que va portar el primer home a l'òrbita de la Terra                                                                                         |  |

- Cràter visitat pel Spirit

| Cràter     | Coordenades                            | Diàmetre (m) | Epònim                                                               |  |
| Bonneville | 14° 36′ S, 184° 30′ O / 14.6°S,184.5°O | 210          | Llac Bonneville - Llac del pleistocè a Utah (Estats Units d'Amèrica) |  |

## Nomenclatura abolida
| Cràter | Motiu                                                     |
| ------ | --------------------------------------------------------- |
| Amet   | Ja no es va identificar a la imatge més detallada de 1988 |
| Cādiz  | Corregit a Cádiz el 9 de març de 2009                     |
| Colōn  | Corregit a Colón el 9 de març de 2009                     |
| Gatico | Ja no es va identificar a la imatge més detallada de 2011 |
| Hilo   | Ja no es va identificar a la imatge més detallada de 1976 |
| Igol   | Corregit a Igal el 9 de març de 2009                      |
| Jeki   | Ja no es va identificar a la imatge més detallada de 1988 |
| Misk   | Ja no es va identificar a la imatge més detallada de 1976 |
| Musmar | Ja no es va identificar a la imatge més detallada de 1988 |
| Tabor  | Corregit a Tábor el 9 de març de 2009                     |
| Tōno   | Ja no es va identificar a la imatge més detallada de 1976 |
| Weer   | Corregit a Weert el 9 de març de 2009                     |
| Wum    | Ja no es va identificar a la imatge més detallada de 1988 |